# Подвиг во имя жизни (мемориал)
По́двиг во и́мя жи́зни — архитектурный ансамбль, посвящённый медицинскому персоналу города-госпиталя Сочи, поставившему на ноги более полумиллиона раненых в годы Великой Отечественной войны (1941-1945). Расположен в Центральном районе города Сочи, Краснодарский край, Россия.

## Расположение
Находится в центре города у начала Курортного проспекта. Рядом — главный вход в парк «Ривьера».

## История создания
Памятник начали строить в 1974, хотя открыт он был более 20 лет спустя — 8 мая 1995 к 50-летней годовщине Победы в Великой Отечественной войне. Монумент представляет собой стальную арку, у подножия которой мраморные и гранитные фигуры врачей, медсестёр и раненых. Авторы: московский скульптор Д. Рябичев и сочинский архитектор Ю. Львов. Заканчивал памятник в 1995 году скульптор А. Рябичев. На месте захоронения бойцов, умерших в госпиталях, на месте Старого кладбища другими авторами построен Завокзальный мемориальный комплекс.